# Seth (film)
 For alternative betydninger, se Seth (flertydig). (Se også artikler, som begynder med Seth)
Seth er en dansk film fra 1999, instrueret af Anders Refn, baseret på en novelle af forfatteren Jens-Martin Eriksen.
Filmen er tilegnet Benny Hansen (1944-98), der døde kort efter optagelserne.

## Medvirkende
- Lars Mikkelsen
- Kirsten Olesen
- Peter Schrøder
- Benny Hansen
- Bjarne Henriksen
- Pernille Højmark